# Amanda Ramalho
Amanda Ramalho (São Paulo, 15 de março de 1986) é uma jornalista, repórter e radialista brasileira.

## Carreira
Ganhou notoriedade como integrante do programa de rádio Pânico que, mais tarde, foi transportado para a televisão com o nome Pânico na TV e depois Pânico na Band. Além do trabalho no rádio, também foi responsável pelo portal Vírgula.
Em 2018, lançou o podcast Esquizofrenoias, que fala sobre saúde mental. Apresentado por Amanda, o programa foi indicado ao Troféu APCA na categoria Podcast em 2019.
Em outubro de 2018, a radialista se envolveu em uma polêmica com o cantor Biel após uma discussão. Amanda questionou o cantor sobre o caso de agressão e o casamento com a ex-mulher Duda Castro. Biel negou as acusações e afirmou que Amanda disse que queria que o cantor morresse, na época em que mudou-se para Nova York, em 2016. Ambos se exaltaram e o cantor se retirou da atração. Após a discussão, a apresentadora pediu demissão. Emílio Surita, líder do Pânico, posteriormente vetou a demissão, colocando-a em licença médica, porém ela descartou uma volta ao programa. Mais tarde, em entrevista, a jornalista disse que o episódio foi o ultimato para a sua saída do programa.

## Vida pessoal
Em 2022, Amanda anunciou que está no espectro do autismo.

## Trabalhos

### Rádio
| Ano       | Título |
| --------- | ------ |
| 2003-2018 | Pânico |

### Televisão
| Ano       | Título         | Cargo                | Emissora          |
| --------- | -------------- | -------------------- | ----------------- |
| 2011-2012 | Pânico na TV   | Repórter e produtora | RedeTV!           |
| 2012-2017 | Pânico na Band | Repórter             | Rede Bandeirantes |

### Podcasts
| Ano           | Título                    |
| ------------- | ------------------------- |
| 2021-presente | Chá das 4:00 e 20 músicas |
| 2018-presente | Esquizofrenoias           |